# Toer van Schayk

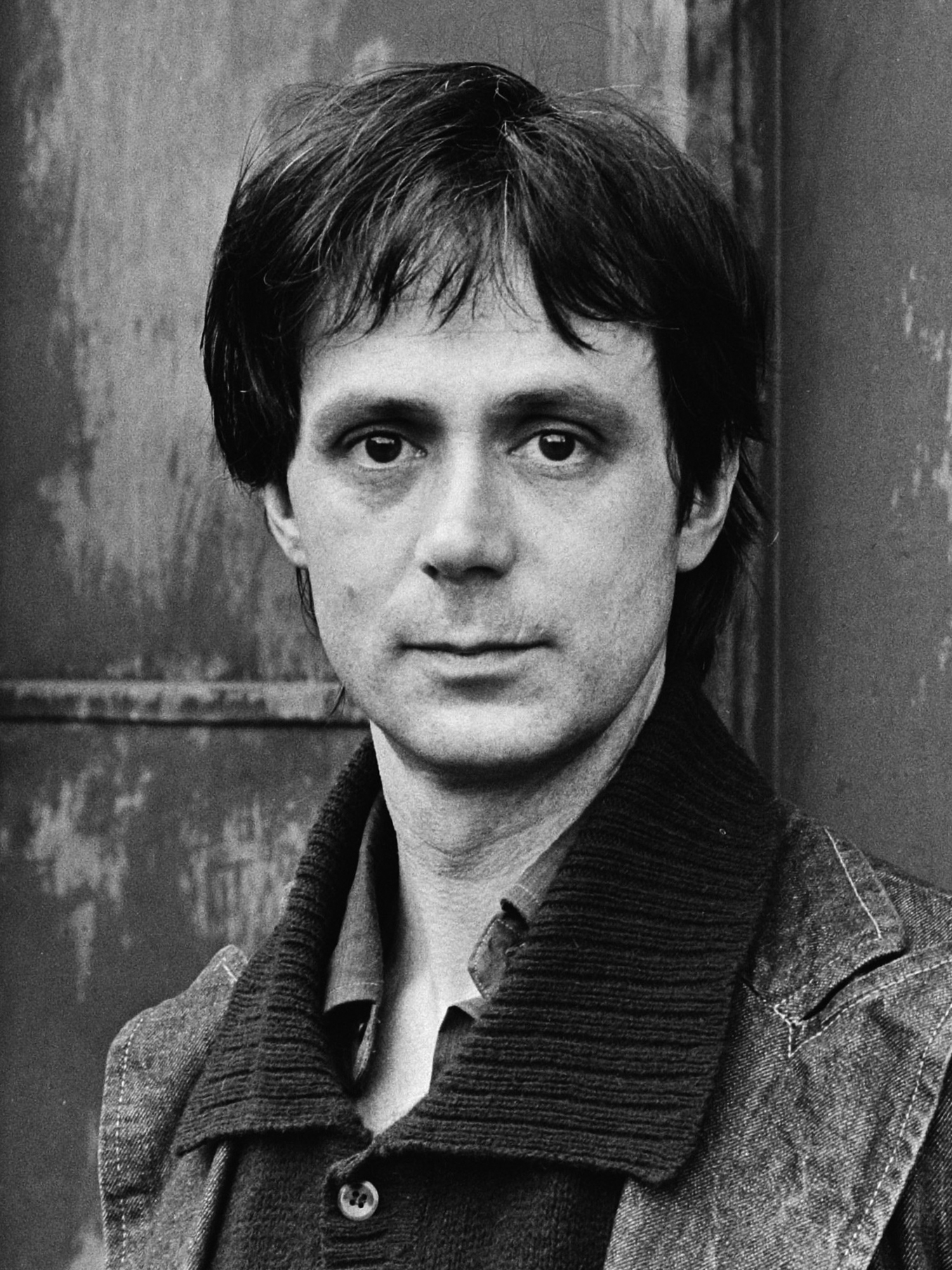
Toer van Schayk (1979)

Toer van Schayk (Amsterdam, 28 september 1936) is een Nederlands choreograaf, balletdanser, beeldhouwer en decorontwerper.
Van Schayk volgde een balletopleiding bij het Nederlands Ballet van Sonia Gaskell. Daarnaast studeerde hij ook voor beeldhouwer aan de Koninklijke Academie van Beeldende Kunsten te Den Haag. In 1965 kwam hij bij Het Nationale Ballet.
In 1971 maakte Van Schayk zijn debuut als choreograaf met het ballet Onvoltooid Verleden Tijd. In 1976 werd hij choreograaf bij Het Nationale Ballet. Zijn dansstukken tonen overeenkomsten met die van Rudi van Dantzig. Van Schayk, Van Dantzig en Hans van Manen werden in de jaren zeventig en tachtig gezien als een driemanschap, met als bijnaam De drie Vans. In veel van zijn balletten toont Van Schayk een sterke maatschappelijke betrokkenheid bij onderwerpen zoals oorlogsdreiging en milieuverontreiniging.
Van Schayk geniet ook bekendheid als beeldend kunstenaar. Hij is onder meer de schepper van de Zwaan, het bronzen beeld dat jaarlijks door de VSCD wordt uitgereikt tijdens de Nederlandse Dansdagen.